# Character - Bastardo eccellente
Character - Bastardo eccellente è un film del 1997 diretto da Mike van Diem.

## Trama
Rotterdam, anni '20. Un giovane esce da un edificio che sorge lungo il canale della città, con il viso coperto ed insanguinato, attirando l'attenzione della gente che frequenta la zona. Giunto nella sua abitazione, qualche ora dopo, la polizia effettua un'irruzione, arrestandolo. Dreverhaven, uno dei più importanti amministratori della città, è stato assassinato, e il giovane, Jacob Katadreuffe, è il sospettato principale. Quest'ultimo, interrogato dal commissario, con un lungo flashback, racconta la propria vita, e svela il legame che lo collega alla vittima, senza omettere alcun particolare...

## Riconoscimenti
Golden Calf Awards 1997:
- Miglior film a Laurens Geels
- Nomination: Miglior regia a Mike van Diem
- Nomination: Miglior attrice a Betty Schuurman
- Nomination: Miglior attore a Jan Decleir

Premi Oscar 1998:
- Miglior film straniero